# Stefanie Clausen
Anna Stefanie Nanny Fryland Clausen (Copenaghen, 1º agosto 1900 – Karlebo, 2 agosto 1981) è stata una tuffatrice danese.
Ha rappresentato la Danimarca vincendo la medaglia d'oro olimpica nei tuffi ai Giochi olimpici di Anversa 1920 nel concorso della piattaforma femminile.

## Palmarès
- Giochi olimpici
- Anversa 1920: oro nella piattaforma